# Eremopedes bilineatus
Eremopedes bilineatus är en insektsart som först beskrevs av Thomas, C. 1875.  Eremopedes bilineatus ingår i släktet Eremopedes och familjen vårtbitare. Inga underarter finns listade i Catalogue of Life.